# Slatino (distrikt)
Slatino (bulgariska: Слатино) är ett distrikt i Bulgarien.   Det ligger i kommunen Obsjtina Bobosjevo och regionen Kjustendil, i den västra delen av landet, 60 km söder om huvudstaden Sofia.